# ヒドラスチニン
ヒドラスチニン(Hydrastinine)は、ゴールデンシール中に少量含まれる天然アルカロイドのヒドラスチンを加水分解して得られる半合成アルカロイドである。ヒドラスチン塩酸塩を硝酸で酸化開裂することで高収率で得られる。1910年代にバイエルが止血薬として特許を取得した。
メチレンジオキシメタンフェタミン(MDMA)の最初の合成は、ヒドラスチニンのメチル化アナログであるメチルヒドラスチニンを中間体としたものであった。その活性が再調査されたのは最初の合成から何年も経ってからであった。
ヒドラスチニンは、3,4-メチレンジオキシフェニルプロパン-2-オンのメチルアミンによるアミノ化によってMDMAを合成した際の不純物や副産物としても存在する。